# Roewe D7
Roewe D7 – hybrydowy i elektryczny samochód osobowy klasy średniej produkowany pod chińską marką Roewe od 2023 roku.

## Historia i opis pojazdu

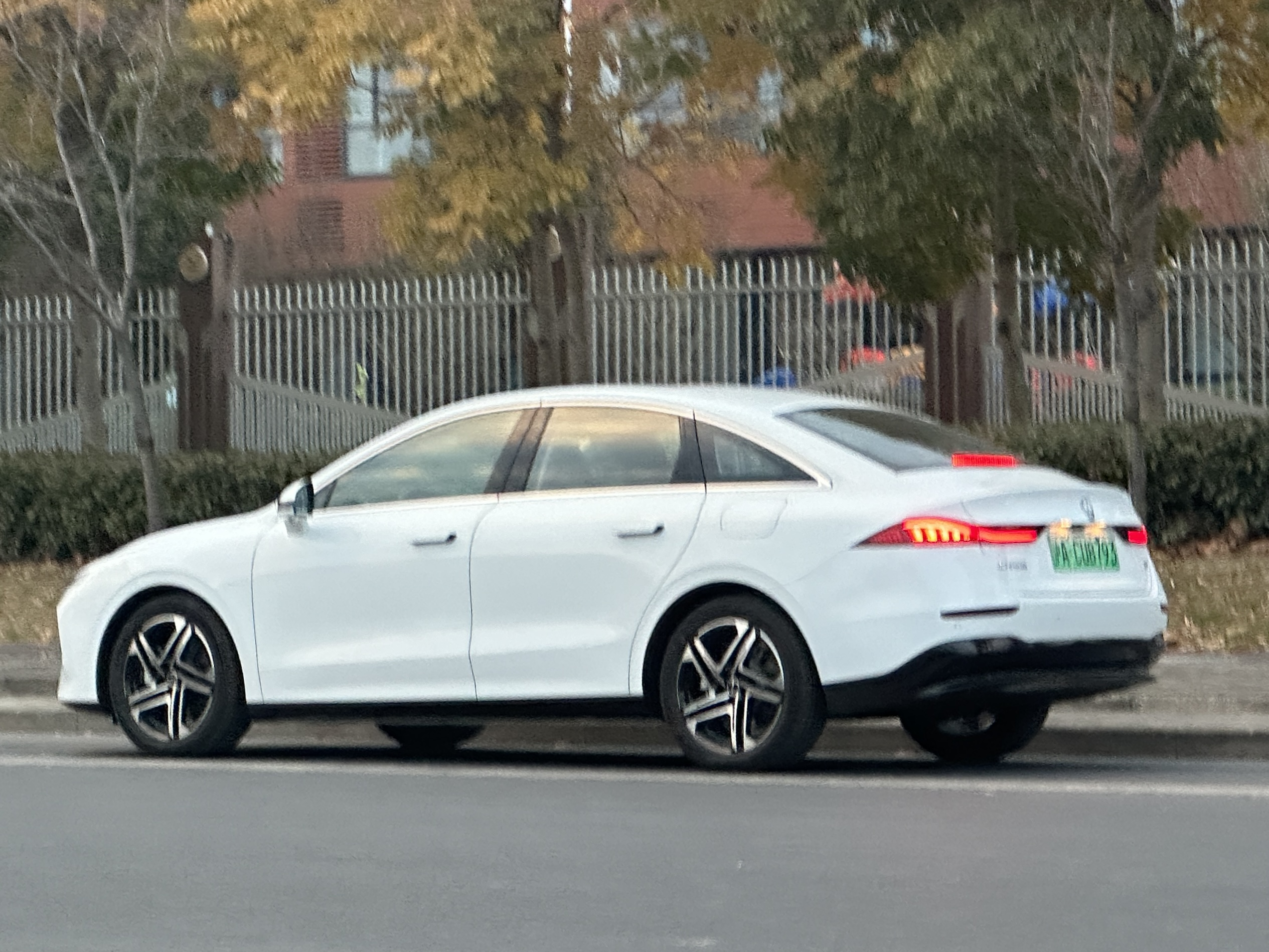
Roewe D7 EV - tył

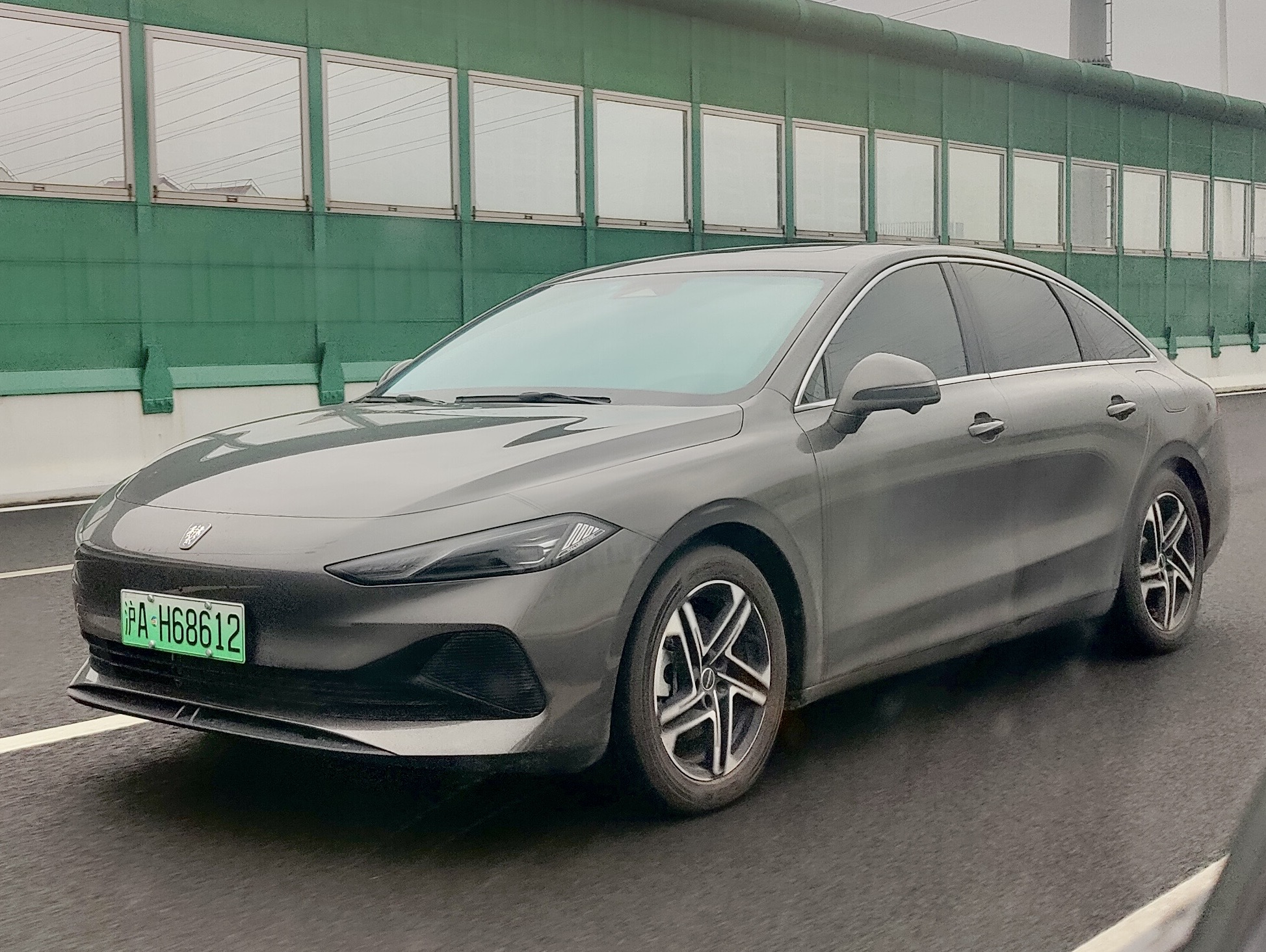
Roewe D7 DMH

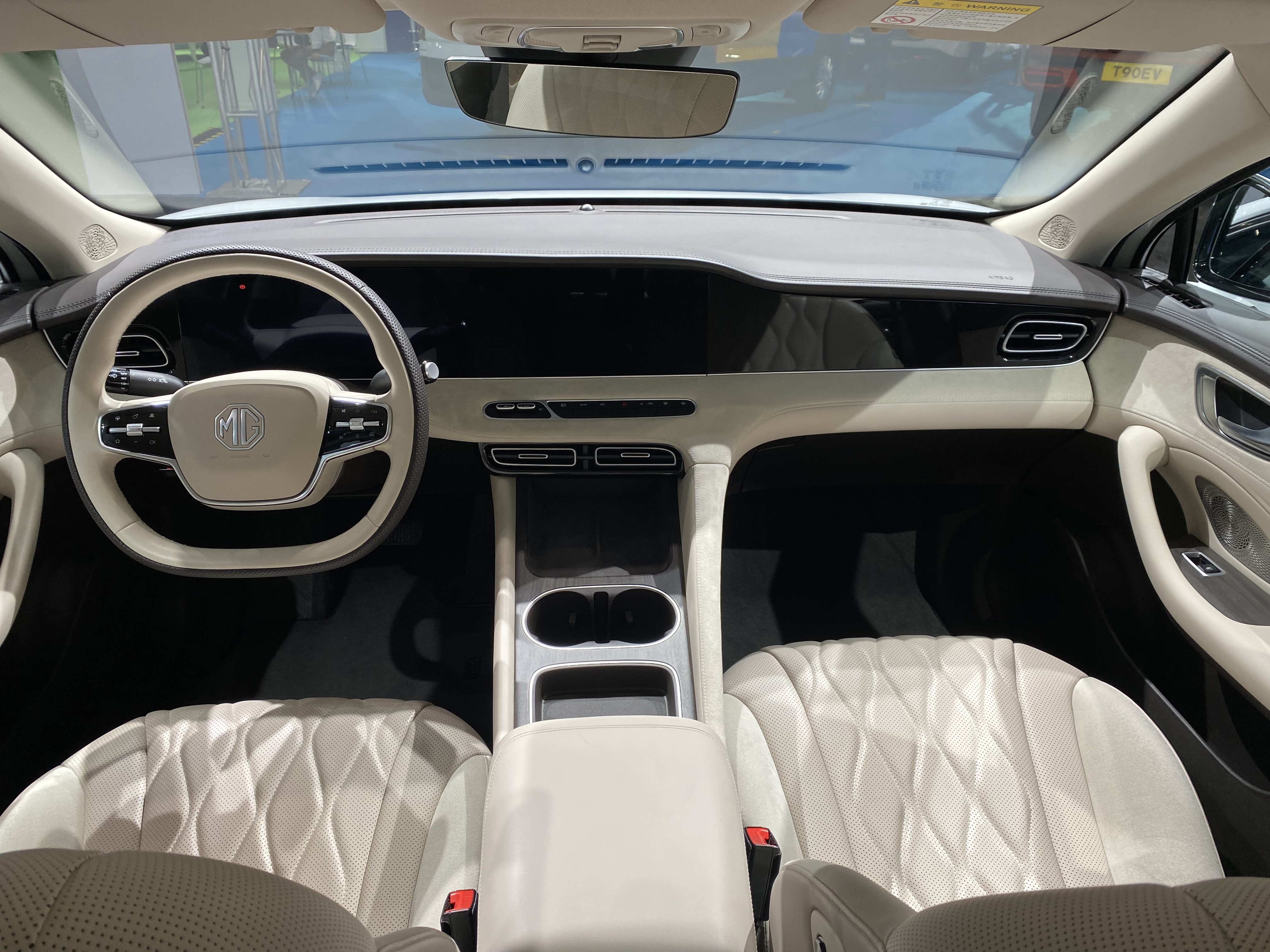
Roewe D7 - kokpit

W sierpniu 2023 roku Roewe zainaugurowało gruntowną modernizację swojej dotychczasowej oferty modelowej, prezentując pierwszy nowy produkt z nazwą na literę "D". Średniej wielkości sedan Roewe D7 zadebiutował równolegle w dwóch wariantach napędowych, różniąc się stylizacją pasa przedniego. 
Uniwersalna cechą dla całej gamy została z kolei podłużna, smukła sylwetka z łagodnie opadającą linią dachu oraz wąskimi, agresywnie ukształtowanymi tylnymi lampami. Oprócz łukowato zarysowanej linii szyb, producent zastosował także m.in. chowane klamki. Wariant elektryczny zyskał przy tym charakterystyczne cechy wizualne: dwurzędowe reflektory i szpiczasty zderzak, silnie upodabniając się tymi cechami do języka stylistycznego konkurencyjnego NIO.
W obu odmianach z kolei zastosowano taki sam luksusowo-minimalistyczny projekt kabiny pasażerskiej z dominacją białych materiałów i dwóch 12,3-calowych ekranów tworzących kolejno cyfrowe zegary i system multimedialny. Standardem jest także tempomat adaptacyjny, panoramiczny szklany dach i jednostrefowa klimatyzacja. Pod maską wariant elektryczny zyskał niewielki bagażnik.

### D7 DMH
Wariant spalinowo-elektryczny otrzymał w nazwie dodatkowy człon "DMH" oraz inny projekt pasa przedniego. Zdecydowano się na zintegrowane, pojedyncze i większe klosze reflektorów o łezkowatym, strzelistym kształcie. Ponadto, dolną krawędź zderzaka utworzył obszerny wlot powietrza do chłodzenia jednostki napędowej. Spalinowy silnik został połączony z dwoma silnikami elektrycznymi, oferując 125 kilometrów zasięgu w trybie elektrycznym oraz do 1400 kilometrów zasięgu w trybie mieszanym.

### Sprzedaż
Podobnie jak inne produkty Roewe, linia modelowa D7 została zbudowana z myślą o rynku chińskim i lokalną sprzedażą bez planów eksportów pod taką marką. Produkcja i sprzedaż rozpoczęła się tam pod koniec 25 września 2023, z dostawami pierwszych egzemplarzy zaplanowanymi na koniec tego samego roku. Ponadto, w ramach koncernu SAIC, producent planuje w 2024 roku rozpocząć eksport wersji elektrycznej także do m.in. Europy i innych regionów, lecz pod inną, bratnią marką MG.

### Dane techniczne
Roewe D7 w wariancie czysto elektrycznym rozwija 207 KM mocy przy pomocy jednego silnika, współpracując z dwoma wariantami akumulatora dostarczanego przez firmę CLTC. Większy oferuje do 510 kilometrów zasięgu, z kolei topowy do 610 kilometrów zasięgu.